# Peter Vischer l'Ancien
Peter Vischer l'Ancien (en allemand : Peter Vischer der Ältere), né vers 1455 à Nuremberg et mort dans la même ville le 7 janvier 1529, est un sculpteur et fondeur allemand de la Renaissance allemande.

## Biographie
Peter Vischer est formé par son père Herman (1453-1487). Il reprend la fonderie de laiton de celui-ci, qui sous sa direction, devient la plus célèbre d'Allemagne. 
Quelques années plus tôt, il épouse, en 1485, Margaret avec laquelle il a cinq fils, dont trois furent sculpteurs : Hermann (1486-1516), Peter, dit le jeune (1487-1528) et Hans (1490-1549). Il travaille dans l'atelier familial avec ses trois fils artistes. L'organisation même du travail dans l'atelier empêche d'identifier avec certitude la part qui revient à chaque membre de la famille. 
Il travaille essentiellement le bronze dans l'atelier familial de fonderie Vischer. Son œuvre la plus célèbre est le tombeau de Saint Sébald dans l'église Saint-Sébald de Nuremberg qu'il exécute avec ses fils entre 1508 et 1519. La forme générale est de style gothique, mais les détails sont de la Renaissance italienne du XVIe siècle. 

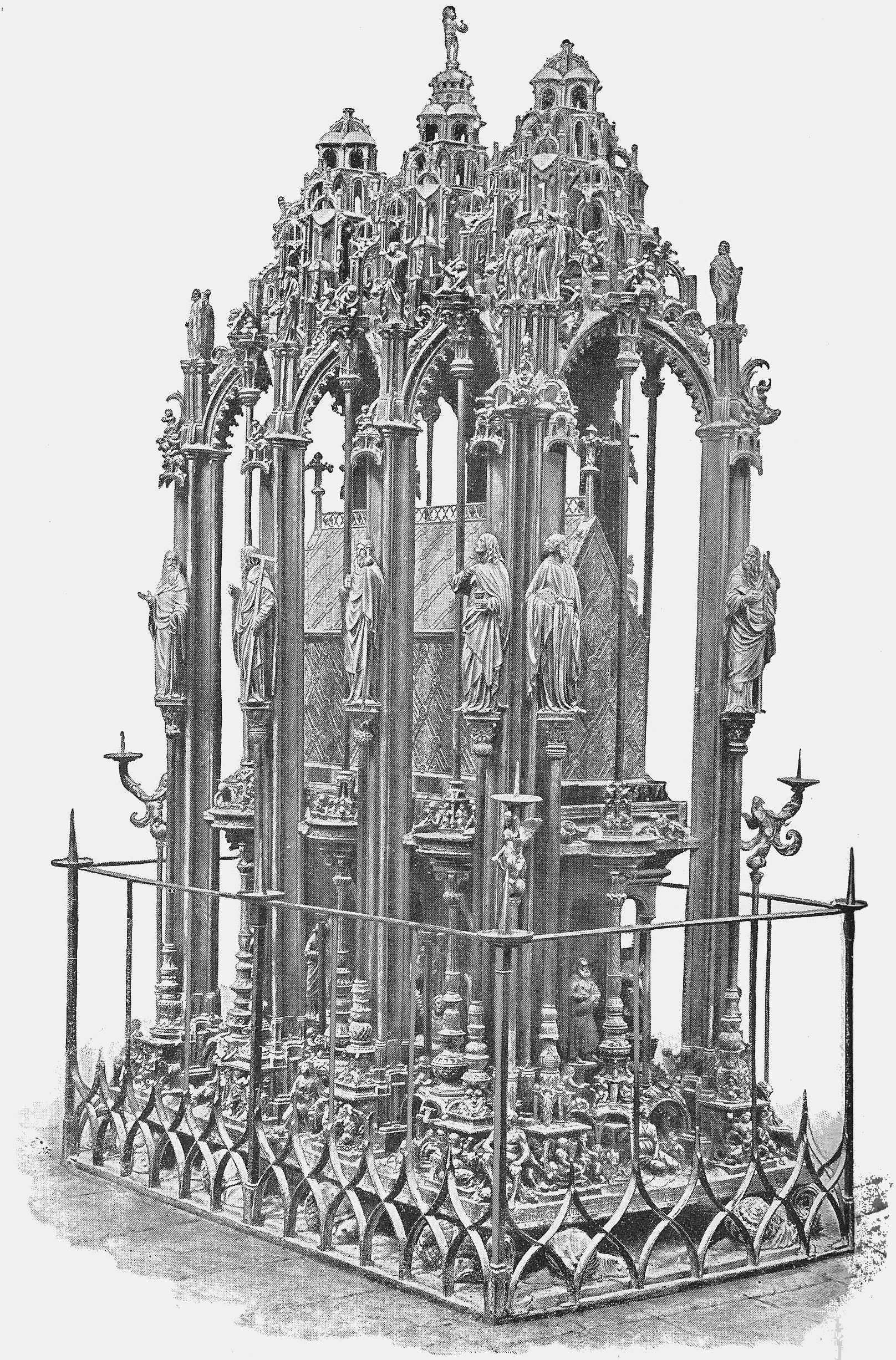
La châsse de saint Sébald dans la Sebalduskirche de Nuremberg.

Une de ses premières œuvres est la réalisation en 1495 de la tombe du prince-archevêque Ernest en la cathédrale de Magdebourg. Le tombeau est entouré de statuettes fines représentant les Apôtres sous un abri de style gothique. Il est plus pur de style que la magnifique châsse de  saint Sébald, dont le répertoire ornemental fait transition entre le gothique tardif et la Renaissance. Cette œuvre en bronze a une structure à piédestal en baldaquin, avec de nombreux motifs en relief et statuettes. Ces magnifiques tombeaux sont un exemple exceptionnel de l'esprit non commercial qui animait les artistes de l'époque de la Renaissance qui trouvaient un plaisir évident dans leur travail.
Peter Vischer l'Ancien réalise plusieurs statues en bronze de personnages ecclésiastiques et royaux sur des tombeaux, d'évêques et d'archevêques, situés dans des cathédrales (Breslau, Innsbruck, Magdebourg, Nuremberg, Ratisbonne, Schwerin). Il réalise un Couronnement de la Vierge dans la cathédrale d'Erfurt. Il sculpte également des statuettes de saints attachés aux colonnes élancées de la canopée et qu'il modélise avec beaucoup de grâce et de dignité dans la représentation. 
Parmi les autres grandes œuvres produites par les Vischer, il y a les statues des rois Arthur et Théodoric, deux des nombreuses statues d'ancêtres destinées à orner le tombeau de l'empereur Maximilien Ier mort en 1519.

## Œuvres de Peter Vischer l'Ancien

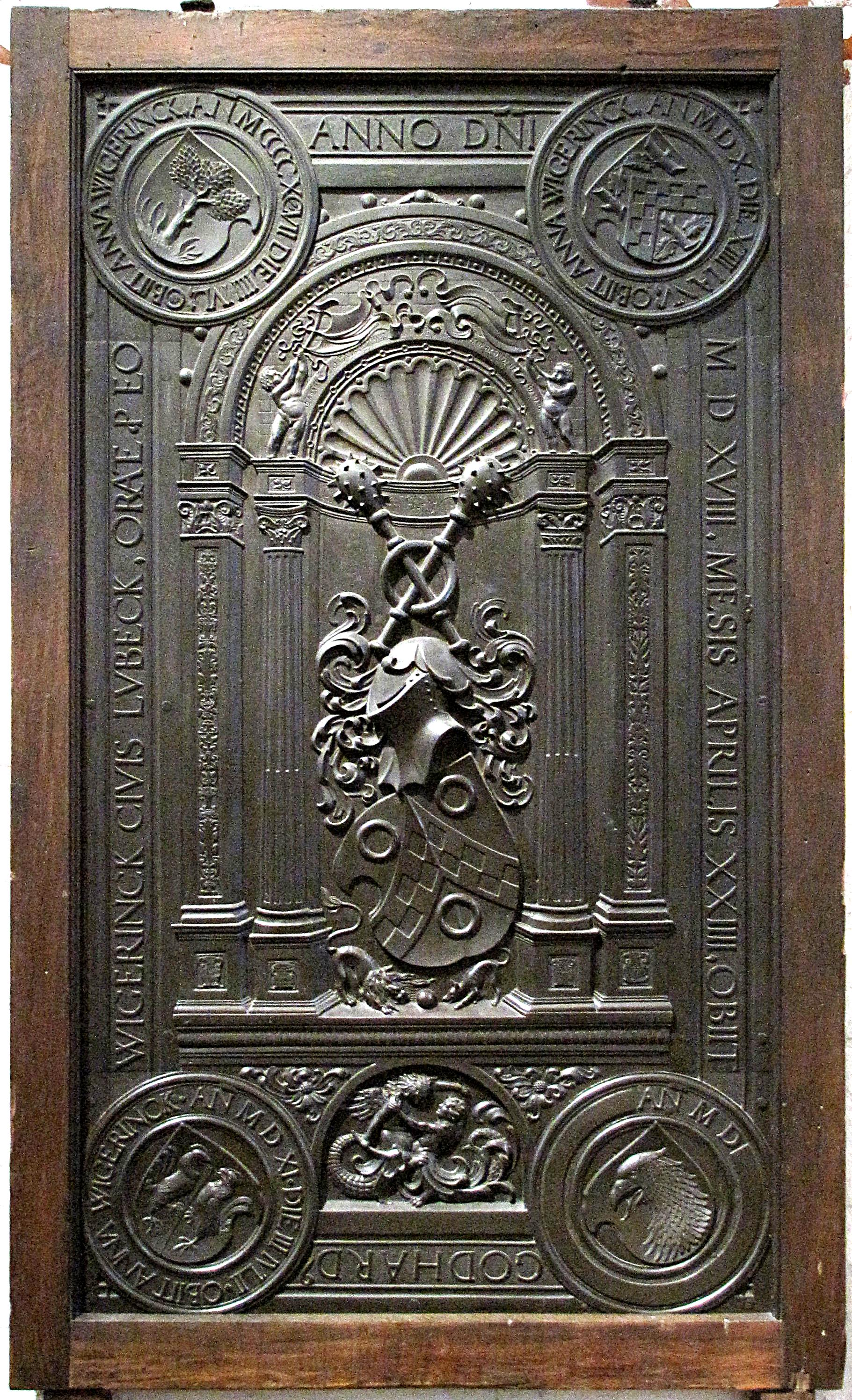
Épitaphe en bronze, Marienkirche, Lübeck
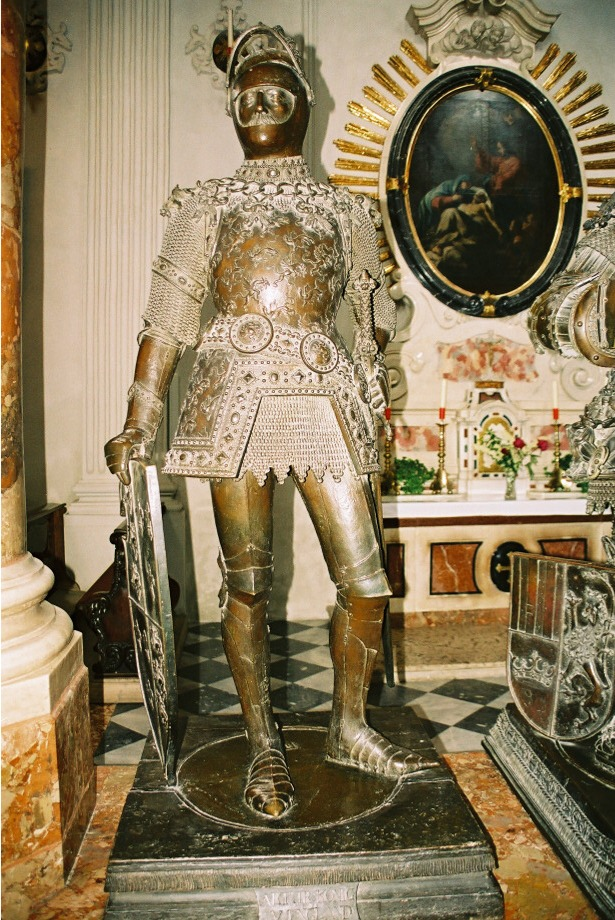
Bronze du roi Arthur, cathédrale d'Innsbruck
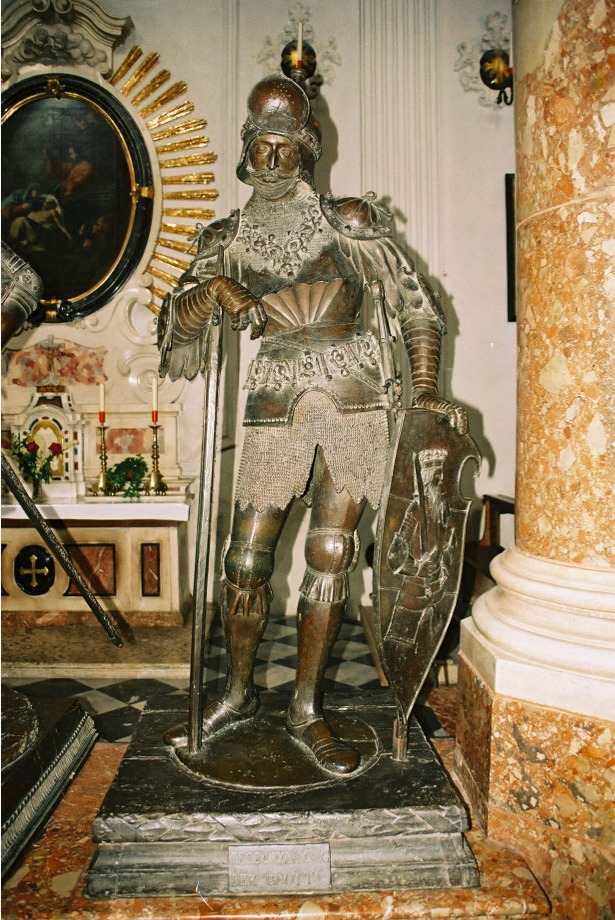
Bronze de Théodoric le Grand, roi des Ostrogoths
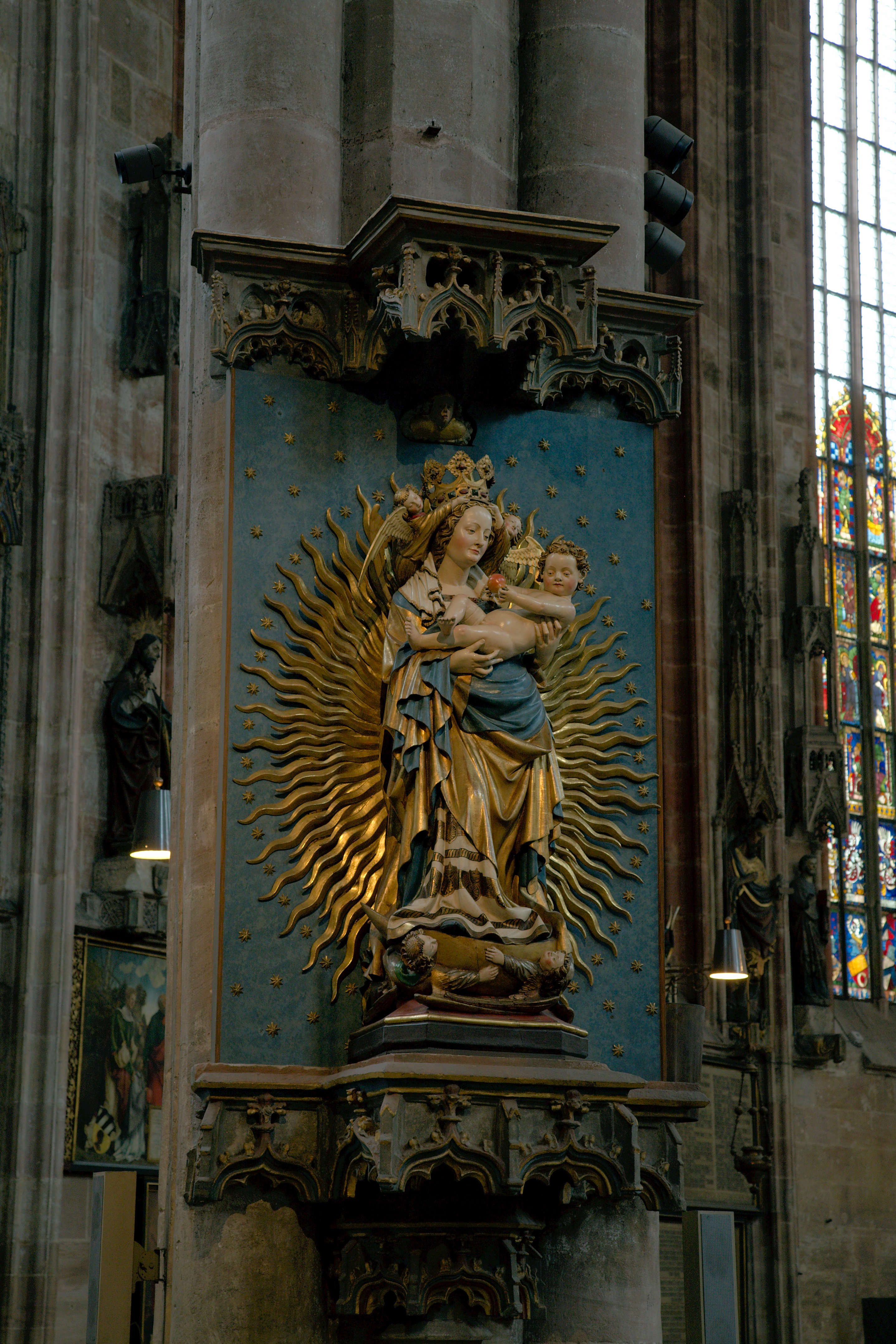
Vierge et l'Enfant, Nuremberg